# Mandelshagen
Mandelshagen este o comună din landul Mecklenburg-Pomerania Inferioară, Germania.